# Катилово (Череповецкий район)
Катилово — деревня в Череповецком районе Вологодской области.
Входит в состав Коротовского сельского поселения, с точки зрения административно-территориального деления — в Коротовский сельсовет.
Расстояние до районного центра Череповца по автодороге — 66 км, до центра муниципального образования Коротово по прямой — 3 км. Ближайшие населённые пункты — Анфалово, Паршино, Улома, Заречье.
По переписи 2002 года население — 7 человек.